# Leonardo Radicchi
Leonardo Radicchi (* um 1990) ist ein italienischer Jazzmusiker (Tenor- und Sopransaxophon, auch Bassklarinette, Komposition).

## Wirken
Radicchi, der aus Perugia stammt, absolvierte das Berklee College of Music in Boston, wo er mit seiner Band Creative Music Front als Studentenbotschafter fungierte. Er studierte unter anderem bei George Garzone, Greg Hopkins, Hal Crook, Bill Pierce, Greg Osby und Michael Rosen, Stefano Zenni, Emanuele Cisi. Neben dem Instrumentalvortrag studierte er auch Arrangement und Komposition.
Radicchi hat mehrere Alben als Leader veröffentlicht, zunächst mit seiner Creative Music Front das Album I Hear Voices in My Head (GME 2011). 2013 folgte das Album Riot. Mit seinem Arcadia Trio legte er 2019 Don’t Call it Justice (Alfamusic) vor, gefolgt von Songs for People (2020), das er gemeinsam mit Robin Eubanks eingespielt hatte. Mit dem Sextett The Sycamore veröffentlichte er 2019 das Album Seamless. Weiterhin ist er mit seinem internationalen Quartett tätig, mit dem er das Album Matter of Time bei Unit Records veröffentlichte; mit dem Mallet-Spieler Nazareno Caputo bildete er ein Duo.
Radicchi spielte unter anderem mit John Surman, Orchestra Nazionale di Jazz, Ulrich Gumpert, Silke Eberhard, Marta Capponi, Cettina Donato, Eliel Lazo, Jose Andres Marquez, Tiziano Bianchi, Greg Fiengold, Eleonora Bianchini, Roberto Gatto, Simona Bencini und Mario Nappi. Als Teil des deutsch-italienischen Jazz-Quartetts Tonarbeiten um die Musiker Oliver Scholz (geb. Wojteczek) und Moritz Weissinger tourte er 2012 und nahm das Album Wrong Turn Swing (TBE-2013) auf. Er engagierte sich auch als Entwicklungshelfer in der Organisation Emergency in Sierra Leone und Afghanistan und ist Autor des Buches In fuga, das 2016 bei Rupe Mutevole erschien.
Als Komponist schrieb Radicchi 2017 im Auftrag der Fondazione Giovanni Pierluigi da Palestrina sein Werk Opus Nigrum, das im selben Jahr auf dem Palestrina gewidmeten Festival neben Werken von Tonu Korvitz und Christopher Cerrone uraufgeführt wurde. Seine sinfonische Dichtung Il Conte di Montecristo hatte beim Corciano Festival 2016 Premiere.

## Preise und Auszeichnungen
Im Jahr 2012 gewann Radicchi den dritten Platz im Wettbewerb für Filmmusikkomposition Bridges and Towers unter dem Vorsitz von Ennio Morricone.